# Anagallis huttonii
Anagallis huttonii là một loài thực vật có hoa trong họ Anh thảo. Loài này được Harv. mô tả khoa học đầu tiên năm 1859.